# 国際標準化機構が定める国際標準一覧 (ISO 6000 から ISO 6999 まで)
ISO 5000 から ISO 5999 まで - 国際標準化機構が定める国際標準一覧 - ISO 7000 から ISO 7999 まで
- ISO 6000 丸形キャベツ - 屋外貯蔵
- ISO 6002 ホルテッドボンネット形仕切り弁
- ISO 6003 スキー板 - 質量及び慣性モーメントの測定方法 - 試験所測定法
- ISO 6004 スキー板 - スキーのビンディングねじ - 要求事項
- ISO 6005 スキー板 - スキーのビンディングねじ - 試験方法
- ISO 6009 使い捨て式皮下注射針 - 識別用カラーコード
- ISO 6011 土工機械 - 運転用表示端末
- ISO 6012 土工機械 - サービス診断用器具
- ISO 6014 土工機械 - 走行速度の測定方法
- ISO 6015 土工機械 - 油圧ショベル及びバックホウローダ - 掘削力測定方法
- ISO 6016 土工機械 - 機械全体、作業装置及び構成部品の質量測定方法
- ISO 6020 油圧動力 - 16 Mpa (160 bar)シリーズのシングルロッドシリンダの取付寸法
- ISO 6022 油圧動力 - シングルロッドシリンダの取付寸法、25 Mpa (250 bar)シリーズ
- ISO 6025 映画撮影 - (アナログの)写真音響試験フィルム, 35mm及び16mm - 仕様（映画フィルムの光学的な音声情報記録方式（いわゆるサウンドトラックのこと）に関するもの）
- ISO 6042 船舶及び海洋技術 - 一枚の風雨密ドア
- ISO 6055 産業車両 - ヘッドガード - 仕様及び試験
- ISO 6060 水質 - 化学的酸素要求量の測定
- ISO 6090 ミルク及び粉ミルク、バターミルク及びバターミルク粉、乳漿及び乳漿粉
- ISO 6093 情報処理 - 情報交換用文字列における数値の表現
- ISO 6101 ゴム - 原子吸光計による金属含有量の求め方
- ISO 6103 接着研削用製品 - 出荷時の研削砥石の許容不釣合い - 静的試験
- ISO 6104 超研削用製品 - ダイヤモンド又は立方晶窒化ホウ素をもつ回転研削工具 - 一般検査、表示及び多言語名称集
- ISO 6106 研削用製品 - 超硬研磨剤の粒度の点検
- ISO 6107 水質 - 用語
- ISO 6108 等角フライス
- ISO 6115 造船 - トロールウィンチ
- ISO 6117 路上走行車 - 非石油系油圧ブレーキ液(使用温度100℃以下)を用いたドラム形油圧ブレーキシリンダのエラストマー製ブーツ
- ISO 6118 路上走行車 - 非石油系油圧ブレーキ液(使用最高温度70℃)を使用する油圧ブレーキ系統のシリンダ用弾性カップ及びシール
- ISO 6119 路上走行車 - 非石油系油圧ブレーキ液(使用温度120℃以下)を用いた油圧ディスクブレーキシリンダのエラストマー製シール
- ISO 6120 路上走行車 - 石油系ブレーキ液を用いた形油圧ブレーキ装置のブレーキホースアセンブリ
- ISO 6133 ゴム及びプラスチック - 引裂き強さ及び接着強さの測定で得られる多数のピークを持つ曲線の解析方法
- ISO 6134 スチーム用ゴムホース及びホースアセンブリ - 仕様
- ISO 6140 アルミニウム鉱 - サンプルの作成
- ISO 6145 ガス分析 - 動的容積法を用いた校正混合ガスの調製
- ISO 6152 アルコール度浮きばかり及びアルコール比重計と組み合わせて使用する温度計
- ISO 6153 クロム鉱 - インクリメントサンプリング
- ISO 6154 クロム鉱 - サンプルの作成
- ISO 6155 工作機械 - 単軸自動盤及び横軸タレット旋盤 - 精密検査
- ISO 6157 締結用部品 - 表面欠陥
- ISO 6158 金属被覆 - 工業用電着クロムめっき
- ISO 6160 プログラミング言語 - PL/1
- ISO 6161 遮光眼鏡 - レーザー光線用フィルタ及び遮光眼鏡
- ISO 6162 油圧動力 - 割フランジ又は一体フランジクランプ及びメートルねじ又はインチねじの付いたフランジ付き連結部
- ISO 6164 油圧動力 - 圧力25～40MPa(250～400bar)用一体形4ねじ角フランジ付き連結部
- ISO 6165 土工機械 - 基本的種類 - 識別及び用語並びに定義
- ISO 6166 証券及び金融証書 - 国際証券識別番号方式(ISIN)
- ISO 6170 紡績機械 - カード用コンデンサゴム
- ISO 6182 防火 - 自動スプリンクラシステム
- ISO 6186 プラスチック - 流出度の測定
- ISO 6194 エラストマーシールエレメントを内蔵するロータリーシャフトリップ型シール
- ISO 6196 マイクログラフィックス - 用語
- ISO 6217 造船 - 内陸航行 - パイロット船 - 識別塗装及び銘刻文字
- ISO 6224 繊維補強、一般送水用熱可塑性ホース - 仕様
- ISO 6228 工業用化学薬品 - 還元及び滴定による硫酸塩のような微量の硫黄化合物定量のための一般的方法
- ISO 6230 マンガン鉱 - ふるい分けによる留度分布の測定
- ISO 6234 銀行オペレーション - 署名鑑のマイクロフィッシュ上の表示[1]
- ISO 6237 接着剤 - 木材接着接合剤 - 引張荷重によるせん断強さの測定
- ISO 6238 接着剤 - 木材接着接合 - 圧縮荷重によるせん断強さの測定
- ISO 6244 石油系ワックス及びペトロラタム - 融点の測定
- ISO 6246 石油製品 - 燃料のガム成分 - ジェット蒸発法
- ISO 6247 石油製品 - 潤滑油の発泡特性の測定
- ISO 6262 スローアウェイチップ付きエンドミル
- ISO 6263 油圧動力 - 補償形流量調節弁 - 取付面
- ISO 6264 油圧動力 - 圧力リリーフバルブ - 取付面
- ISO 6270 塗料 - 耐湿性の測定
- ISO 6271 透明液体 - プラチナ・コバルトスケールによる色の評価
- ISO 6279 滑り軸受 - 単層軸受用アルミニウム合金
- ISO 6280 ラジアル軸受 - 厚壁多層軸受用裏当てに関する要求事項
- ISO 6281 ラジアル軸受 - 試験リグにおける動圧及び混合潤滑条件下の試験
- ISO 6282 ラジアル軸受 - 金属薄壁ハーフベアリング - シグマ0.01*限界の測定
- ISO 6283 ニッケル地金
- ISO 6284 建築用製図 - 偏差限度値の表示
- ISO 6286 吸光光度分析法 - 用語 - 一般 - 装置
- ISO 6289 スキー - 用語表
- ISO 6292 動力付産業車両及びトラクタ ― ブレーキ性能及び構成要素強度
- ISO 6293 石油製品 - 鹸化価の測定方法
- ISO 6299 石油製品 - 潤滑グリースの滴点の測定(広温度範囲)
- ISO 6302 土工機械 - 排油、給油及び点検用プラグ
- ISO 6305 鉄道用部品 - 技術的出荷条件
- ISO/TR 6306 鋼の化学分析 - 元素一覧の順序
- ISO 6309 防火 - 安全標識
- ISO 6310 路上走行車 - ブレーキライニング - 圧縮ひずみ試験法
- ISO 6311 路上走行車 - ブレーキライニング - ライニング材の内側せん断強さ - 試験手順
- ISO 6312 路上走行車 - ブレーキライニング - ディスクブレーキパッド及びドラムブレーキシューアセンブリのせん断試験手順
- ISO 6313 路上走行車 - ブレーキライニング - ディスクブレーキの寸法及び形に対する熱の作用 - 試験手順
- ISO 6314 路上走行車 - ブレーキライニング - 水、塩水、オイル及びブレーキ液に対する耐性 - 試験手順
- ISO 6315 路上走行車 - ブレーキライニング - 腐食による鉄製ランドの焼き付き - 試験手順
- ISO 6316 構造物品質の熱間圧延鋼板
- ISO 6317 商用及び延伸品質の熱間炭素鋼鈑
- ISO 6320 動植物性油脂 - 屈折率の測定
- ISO 6322 セレアル及びパルスの保存
- ISO 6326 天然ガス - 硫黄化合物の定量方法
- ISO 6328 写真 - 写真感光材料 - ISO解像力の求め方
- ISO 6331 クロム鉱及び精鉱 - クロム成分の定量方法 - 滴定法
- ISO 6336 平歯車及びはすば歯車の負荷容量計算方法
- ISO 6342 マイクログラフィックス - アパーチャカード - 保持面の厚みの測定法
- ISO 6344 研磨布紙 - 粒度分析
- ISO 6346 貨物コンテナ - 識別及びマーキングコード
- ISO 6347 繊維製床敷物 - 消費者情報
- ISO 6348 繊維 - 質量の測定 - 用語
- ISO 6353 化学分析用試薬
- ISO 6358 空気圧流体動力 - 圧縮性流体を用いた構成部品 - 流量特性の測定
- ISO 6360 歯科 - 回転治療器具の番号コード方式
- ISO 6361 アルミニウム及びアルミニウム合金の板及び条
- ISO 6362 アルミニウム及びアルミニウム合金の押出棒・管・形材
- ISO 6363 アルミニウム及びアルミニウム合金の引抜棒・管
- ISO 6365 アルミニウム及びアルミニウム合金の冷間引抜線
- ISO/IEC TR 6371 情報技術 - 無記録計装磁気テープの交換手順及び試験方法
- ISO 6372 ニッケル及びニッケル合金 - 用語及び定義
- ISO 6385 作業システム設計における人間工学の原則
- ISO 6388 界面活性剤 - 回転粘度計による流動性の測定
- ISO 6402 プラスチック - アクリロニトリル-スチレン-アクリレート(ASA)、アクリロニトリル-エチレン-プロピレン-ジエン-スチレン(AEPDS)及びアクリロニトリル-塩素化ポリエチレン-スチレン(ACS)成形及び押出成形材
- ISO 6403 油圧動力 - バルブ制御流量及び圧力 - 試験方法
- ISO 6405 土工機械 - 操縦装置などの識別記号
- ISO 6406 高圧ガス容器 - 継目無鋼製の高圧ガス容器 - 定期検査及び試験
- ISO 6411 製図 - センター穴の簡略図示方法
- ISO 6412 製図 - 配管の簡略図示方法
- ISO 6416 液体比重測定法 - 超音波(音響)法による流量の測定
- ISO 6425 ダイバー用時計
- ISO 6426 時計用語
- ISO 6429 情報技術 - 符号化文字集合の制御機能
- ISO 6438 ドキュメンテーション - 図書情報交換用アフリカ文字符号化文字セット
- ISO 6443 戸 - 高さ、幅、厚さ及び直角度の測定方法
- ISO 6444 戸 - 連続均一気候における湿度変化の下での挙動の求め方
- ISO 6460 モータサイクル - ガス状排気物質及び燃料消費の測定方法
- ISO 6461 水質 - 亜硫酸還元性嫌気性菌(クロストリジウム)の胞子の検出及び計数
- ISO 6462 スローアウェイ式正面フライス - 形状・寸法
- ISO 6463 動植物性脂肪及び油 - ブチルヒドロキシアニソール(BHA)及びブチルヒドロキシトルエン(BHT)の定量方法 - ガス液体クロマトグラフィ法
- ISO 6465 香辛料 - クミン(Cuminum cyminum L) - 仕様
- ISO 6466 タバコ及びタバコ製品 - ジチオカルバミン酸塩農薬残留物の定量方法 - 吸光光度分析法
- ISO 6467 フェロバナジウム - バナジウム成分の定量方法 - 電位差測定法
- ISO 6468 水質 - 有機塩素系殺虫剤、ポリクロロビフェニル、クロロベンゼンの定量 - 液-液抽出後のガスクロマトグラフ法
- ISO 6469 電気自動車 - 安全仕様
- ISO 6475 外科用インプラント - ねじ山が非対称計で仮面が球形の金属製骨用ねじ - 機械的要求事項及び試験方法
- ISO 6488 タバコ及びタバコ製品 - 含水率の測定 - カールフィッシャー法
- ISO 6489 農業車両 - けん引車と被けん引車の機械的連結
- ISO 6491 飼料 - リン成分の定量方法 - 分光分析法
- ISO 6492 飼料 - 脂肪分の定量
- ISO 6498 飼料 - サンプルの作成
- ISO 6501 フェロニッケル - 仕様と引渡し条件
- ISO 6506 金属材料 - ブリネル硬さ試験
- ISO 6507 金属材料 - ビッカース硬さ試験
- ISO 6508 金属材料 - ロックウェル硬さ試験
- ISO 6509 金属及び合金の腐食 - 亜鉛との銅合金の脱亜鉛抵抗の測定
- ISO 6511 建築構造 - モジュール割り - 垂直面のモジュラー床面
- ISO 6512 建築構造 - モジュール割り - 階の高さ及び部屋の高さ
- ISO 6514 建築構造 - モジュール割り - サブモジュールインクリメント
- ISO 6519 ディーゼルエンジン - 燃料噴射ポンプ - シャフトエンド及びハブのテーパ
- ISO 6520-1 溶接及び関連作業－金属材料の形状的不完全部の分類－第1部：融接
- ISO 6520-2 溶接及び関連作業－金属材料の形状的不完全部の分類－第2部：加圧溶接
- ISO/IEC 6522 情報技術 - プログラム言語 - PL/1汎用部分集合
- ISO/IEC 6523 情報技術 - 組織及び組織部分の識別のための構造
- ISO 6525 ラジアル軸受 - 帯鋼製リング型スラスト座金 - 寸法及び公差
- ISO 6531 林業機械 - 携帯形チェーンソー - 用語
- ISO 6533 林業機械 - 携帯用チェーンソーのフロントハンドガード - 寸法
- ISO 6535 携帯用チェーンソー - チェーンブレーキ性能
- ISO 6536 銀行運営 - 図面目録の標準スキーム
- ISO 6540 トウモロコシ - 含有水分の定量(挽いた粒及び粒全体)
- ISO 6545 ボブ盤の検査 - 精密検査
- ISO 6549 路上走行車 - H点及びR点測定手順
- ISO 6555 造船 - トッピングウィンチ
- ISO 6556 実験用ガラス器具 - フィルタフラスコ
- ISO 6557 果物、野菜及び派生製品 - アスコルビン酸の定量方法
- ISO 6558 果物、野菜及び派生製品 - カロチン成分の定量方法
- ISO 6565 タバコ及びタバコ製品 - シガレットの通気抵抗及びフィルタ部の圧力損失 - 標準条件及び測定
- ISO 6576 月桂樹(Laurus nobilis Linnaeus) - 一枚葉又は粉末状の葉 - 仕様
- ISO 6578 冷凍炭化水素液 - 静的測定 - 計算手順
- ISO 6579 食物及び飼料の微生物学 - サルモネラ菌の検出に関する水平法
- ISO 6586 データ処理 - ISO 7ビット及び8ビット符号化文字セットの穿孔カードへの実現
- ISO 6587 紙、板紙及びパルプ - 水による抽出物の導電率試験方法
- ISO 6590 包装 - 袋 - 用語及び形式
- ISO 6591 包装 - 袋 - 記述と測定方法
- ISO/IEC 6592 情報処理 - アプリケーションソフトウェアのための文書の書き方に関する規格[2]
- ISO 6593 情報処理 - レコードグループ項目における処理ファイルに対するプログラムフロー[3]
- ISO 6594 鋳鉄製排水管及び管継手 - スピゴットシリーズ
- ISO 6597 路上走行車 - 電子制御機能をもつものを含む自動車用油圧ブレーキシステム - 試験手順
- ISO 6601 プラスチック - 滑走による摩擦及び摩耗 - 試験パラメタの特定
- ISO 6611 牛乳及び乳製品 - 酵母及び/又はかびのコロニー形成単位の計数法 - 25℃でのコロニー計数法
- ISO 6623 内燃機関 - ピストンリング - 鋳鉄製のスクレーパリング
- ISO 6624 内燃機関 - ピストンリング
- ISO 6626 内燃機関 - ピストンリング - コイルエキスパンダ付きオイルコントロールリング
- ISO 6630 ドキュメンテーション - 文献制御文字
- ISO 6636 果物、野菜及び派生製品 - 亜鉛成分の定量方法
- ISO 6646 米 - 水稲及び殻入り米からの精米量の測定
- ISO 6647 米 - アミロース含有量の測定
- ISO 6666 コーヒー検査官
- ISO 6667 未焙煎コーヒー豆 - 虫害を受けた豆の比率の測定
- ISO 6668 未焙煎コーヒー豆 - 官能試験用サンプルの作成
- ISO 6669 未焙煎及び焙煎コーヒー - 豆全体の自由流れかさ密度の測定(一般的方法)
- ISO 6670 インスタントコーヒー - ライナ付きバラ積み品のサンプリング方法
- ISO 6673 未焙煎コーヒー豆 - 105℃での質量損失の測定
- ISO 6683 土工機械 - シートベルト及びシートベルト取付具 - 性能要求事項及び試験
- ISO 6692 自転車 - 自転車部品のマーク
- ISO 6695 自転車 - ペダル軸及び角形エンド取付具付きクランク組立部品
- ISO 6696 自転車 - ハンガ部品用ねじ
- ISO 6697 自転車 - ハブ及びフリーホホイール - 組立寸法
- ISO 6698 自転車 - フリーホイールのハブ取付用ねじ
- ISO 6699 自転車 - ステム及びハンドルバー - 組立寸歩
- ISO 6701 自転車 - スポークニップルの延長寸法
- ISO 6702 航空機 - 機内重量及びバランスシステムに関する要求事項
- ISO 6703 水質 - シアン化物の定量
- ISO 6704 自動蒸気トラップ - 分類
- ISO 6707 建築及び土木工学 - 用語
- ISO 6709 座標による地理上の位置決定の標準的表現法
- ISO 6720 農業機械 - 作付け、植付け、肥料散布及び算す用機器 - 推奨有効幅
- ISO 6731 牛乳、クリーム及び無糖練乳 - 全固形分の定量(参照方法)
- ISO 6732 牛乳及び乳製品 - 鉄分の定量方法 - 分光分析法(参照方法)
- ISO 6741 繊維 - 繊維及び糸 - コンサインメントの商用質量の測定
- ISO 6742 自転車 - ライト及びリフレックスリフレクタ - 高度及び物理的要求事項
- ISO 6743 潤滑剤、工業油及び関連製品(クラスL) - 分類
- ISO 6747 土工機械 - トラクタ - 用語及び仕様項目
- ISO 6751 成形工具 - 円筒形ヘッド付きイジェクタピン
- ISO 6753 プレス及び成形工具 - 機械加工板
- ISO 6764 造船 - 海上輸送用はしけ、シリーズ1 - 巻き上げポストキャスティング - 配置、寸法及び試験方法
- ISO 6768 環境大気 - 二酸化窒素質量濃度の定量方法 - 修正グリス-ザルツマン法
- ISO 6773 宇宙航行体 - 流体システム - 管及び継手の温度衝撃試験
- ISO 6781 断熱材 - 建築物外皮の断熱むら定性的検出 - 赤外線法
- ISO 6786 路上走行車 - エアブレーキ装置 - ユニット上の接合部の特定
- ISO 6789 ねじ及びナットの組立工具 - 手回し工具 - 要求事項並びに設計適合試験、品質適合試験及び再校正手順の試験方法
- ISO 6800 動植物性脂肪及び油 - トリグリセリド分子の二位置における脂肪酸の組成の判定
- ISO 6803 ゴム又はプラスチックホース及びホースアセンブリ - 揺動なしの衝撃圧力試験
- ISO 6811 球面滑り軸受 - 用語
- ISO 6813 路上走行車 - 衝突の分類 - 用語
- ISO 6820 小麦粉及びライ麦粉 - パン製造試験の立案に関する一般的手引
- ISO 6822 ジャガイモ、根菜及び丸形キャベツ - 強制換気を用いたサイクロでの保存の手引
- ISO 6842 界面活性剤 - 硫酸化エトキシル化アルコール及びアルキルフェノール - 全活性物質量の測定
- ISO 6843 界面活性剤 - 硫酸化エトキシル化アルコール及びアルキルフェノール - 平均相対分子質量の推定
- ISO 6844 界面活性剤 - ミネラル硫酸塩成分の定量方法 - 滴定法
- ISO 6845 界面活性剤 - スルホン酸アルカン - モノスルホン酸アルカン成分の平均相対分子質量の測定
- ISO 6848 アーク溶接及び切断 - 非消耗性タングステン電極 - 分類
- ISO 6855 路上走行車 - 制御点火エンジン搭載モペットの発するガス状汚染物質の測定方法
- ISO 6858 航空機 - 地上支援給電装置 - 一般要求事項
- ISO 6860 塗料及びワニス - 曲げ試験(コニカルマンドレル)
- ISO 6861 情報及びドキュメンテーション - 図書情報交換用グラゴール文字符号化文字セット
- ISO 6862 情報及びドキュメンテーション - 図書情報交換用数学記号符号化文字セット
- ISO 6865 飼料 - 粗繊維成分の定量方法 - 中間濾過を用いた方法
- ISO 6873 歯科用石膏製品
- ISO 6878 水質 - リンの定量 - モリブデン酸アンモニウムを用いる分光分析
- ISO 6880 農業機械 - 浅耕機器の被けん引機器 - 主要な寸法及び取付箇所
- ISO 6883 動植物性油脂 - 体積当たりの質量(「大気におけるリットル重量」)の測定
- ISO 6887 食品及び動物飼料の微生物学 - 微生物学試験のための試料、初期懸濁液及び10進希釈液の調製
- ISO 6892 金属材料 - 引張試験
- ISO 6915 軟質気泡性ポリマー材 - 積層用ポリウレタンフォームの規格
- ISO 6926 音響学 - 音響出力レベルの測定に使用される基準音源の性能及び校正の要求事項
- ISO 6930 冷間成形用の高耐力鋼板及び広幅平鋼
- ISO 6931 スプリング用のステンレス鋼
- ISO 6933 鉄道用圧延材 - 磁粉探傷法による受入れ試験
- ISO 6936 情報処理 - ISO 646及びISO 6937-2の二つの符号化文字集合とCCUTT国際電信文字No 2(ITA 2)間の変換
- ISO/IEC 6937 情報技術 - テキスト通信用の符号化グラフィック文字集合 - ラテン語文字
- ISO 6940 織布 - 燃焼挙動 - 垂直向きの試料の発火の容易性の測定
- ISO 6946 建築物の構成要素 - 熱抵抗及び熱透過率 - 計算方法
- ISO 6947 溶接及び関連作業－溶接姿勢
- ISO 6954 機械振動 - 客船及び商船上の居住適性に関する振動の測定、報告及び評価の指針
- ISO 6962 原子力エネルギー - 固化高放射性廃棄物質に対する長期α線照射安定性を試験するための標準方法
- ISO 6968 航空機地上機器 - 下部デッキローダ - 機能要求事項
- ISO 6969 路上走行車 - 音響信号装置 - 車両搭載後の試験
- ISO 6980 原子力 - 標準ベータ線源
- ISO 6983 オートメーションシステム及びその統合 - 機械の数値制御 - プログラムフォーマット及びアドレスワードの定義[4]
- ISO 6987 丸コーナ、部分円筒取付穴付き硬質材料スローアウェイチップ - 寸法
- ISO 6989 紡織繊維 - ステープルファイバの長さの測定及び長さ分布(単繊維の測定による)
- ISO 6998 アルミニウム生産のための炭質材料 - 電極用のピッチ - コークス価の測定